# Fabio Strinati
Fabio Strinati (San Severino Marche (Itàlia), 19 de gener de 1983) és un poeta, escriptor i esperantista italià. Ha escrit així mateix aforismes i poemes breus.
Autor de nombrosos reculls poètics, és col·laborador de la revista ”Etnie”, dedicada a pobles minoritaris. Estudiós de llengües regionals i minoritàries, ha aprofundit en el coneixement del dialecte alguerès i l'estudi de la llengua catalana per mitjà de la lectura de l'obra literària de Carles Duarte i Montserrat, que, al seu torn, ha traduït al català alguns poemes que Fabio Strinati li va dedicar i que han estat inclosos al número IX de la revista “Quaderns de Versàlia”. Poemes de Fabio Strinati han estat traduïts, a més del català, a l'albanès, el croat, l'alemany, el castellà i el bosnià.

## Obra
- Pensieri nello scrigno. Nelle spighe di grano è il ritmo, 2014, Edizioni Il Foglio.
- Un'allodola ai bordi del pozzo, 2015, Edizioni Il Foglio.
- Dal proprio nido alla vita, 2016, Edizioni Il Foglio.
- Al di sopra di un uomo, 2017, Edizioni Il Foglio.
- Periodo di transizione, 2017, Bibliotheca Universalis.
- Aforismi scelti Vol.2, 2017, Edizioni Il Foglio.
- L'esigenza del silenzio, 2018, Le Mezzelane Casa Editrice.
- Sguardi composti... e un carosello di note stonate, 2018, Apollo Edizioni.
- Quiete, 2019, Edizioni Il Foglio.
- Concertino per melograno solista, 2019, Apollo Edizioni.
- Discernimento atrabile, 2019, Macabor Editore.
- Lungo la strada un cammino, 2019, Transeuropa Edizioni.
- La Calabria e una pagina, 2020, Meligrana Editore.
- Toscana - Venezia solo andata, 2020, Calibano Editore.
- Obscurandum, 2020, Fermenti Editrice.
- Oltre la soglia, uno spiraglio, 2020, Edizioni Segreti di Pulcinella.
- Frugale trasparenza, 2020, Edizioni Segno.
- Anime tranciate, 2020, CTL Editore Livorno.
- Aforismi in un baule, 2021, Edizioni Segreti di Pulcinella.
- Nella valle d'Itria il sole e l'oro, 2021 Nuova Palomar Editore.
- Nei cinque sensi e nell'alloro, 2021, Edizioni Il Foglio.
- L'infatuazione nel Gargano esteta, 2021, Transeuropa Edizioni.
- Notturni, 2021, Edizioni Il Foglio.
- Girotondo ipocondriaco, 2021, Porto Seguro Editore.
- Nel bosco e di preghiere, 2022, Universitalia Editore.
- Dagli Appennini al Tirreno. Poesia in forma di racconto tra Piombino e le Marche, 2022, Edizioni Il Foglio.
- Nel tempio del buon Dio, 2022, Antipodes casa editrice.
- Particelle d'aria e una d'amore, 2022, Edizioni Il Sextante.
- Un processo mistico a tratti magico a metà tra un destino erotico e un arrivo trasgressivo, 2022, Edizioni Segreti di Pulcinella.
- Sms, Web ed E-mail, 2022, Edizioni Segreti di Pulcinella.
- Angeli in soqquadro, 2022, Italic, con Simone Bartolozzi.
- Saggio sulla poesia. Coordinate di fondo, 2023, Edizioni Segreti di Pulcinella.
- Epitaffi torbosi di un epigrafista affetto da tanatofobia, 2023, Universitalia Editore.
- I quaderni del canto, 2023, Universitalia Editore.
- Gestazione, 2023, Edizioni il Foglio.
- La resistenza del cuore, 2023, Universitalia Editore.
- Canovaccio di malinconia. Astinenza d'amore, prego, un dramma, 2023, Universitalia Editore.

## Àlbums
- L'attesa, sperimentale/alternativo, 2020, Alberto Nemo (voce e musica); testi di Fabio Strinati, MayDay.
- Chiaroscuro Estemporaneo, 2021, Fabio Strinati, pianoforte, Ema Vinci Records.
- Per un flebile impulso ogni singola nota nel taccuino promemoria, 2021, pianoforte, RadiciMusic Records.
- Sette brani di bosco, armoniosamente malinconici, e alcune meste gaiezze nel suono d'autunno, 2022, pianoforte, RadiciMusic Records.
- Otto brani facili per i bambini ucraini, 2022, pianoforte, RadiciMusic Records.
- I nastri della cantina, 2022, pianoforte ed elettronica, Ema Vinci Records.
- Improvvisazioni notturne della malinconia in fase di accordatura Beyer, 2022, pianoforte, RadiciMusic Records.
- I colori del vino e una foglia di Bacco, 2023, pianoforte, RadiciMusic Records.
- Epitaffi torbosi. Sei brani tascabili per pianoforte e contrabbasso, 2023, Fabio Strinati e Raffaele Barbaresi, RadiciMusic Records.